# Farkas-völgyi-víznyelőbarlang
A Farkas-völgyi-víznyelőbarlang Budapest XII. kerületében, a Széchenyi-hegyet és Csillebércet elválasztó Farkas-völgyben, a Duna–Ipoly Nemzeti Park területén található barlang. Azért jelentős, mert Budapest és a Budai-hegység egyetlen víznyelőbarlangja.

## Leírás
Völgytalpon, szálkőkibúvás nélküli erdőben, kb. 370 m tengerszint feletti magasságban helyezkedik el fakorláttal körülkerített, enyhén ovális alakú, természetes jellegű, függőleges tengelyirányú és 4 m széles bejárata. A Márton Áron tértől a Széchenyihegy vasútállomásig tartó zöld háromszög jelzésű turistaút mellett, táblával jelölt, rövid ösvényen megközelíthető helyen fekszik.
A részletesen felmért barlang 6 m hosszú, 6 m mély és 4 m vízszintes kiterjedésű. Az időszakosan aktív víznyelőbarlang dolomitban tektonikus hasadék mentén keletkezett és egyetlen kör szelvényű aknából áll. Létrejöttében folyóvízi erózió, kifagyásos aprózódás, omlás és korrózió játszottak szerepet.
A gépkocsival és jelzett turistaúton is könnyen megközelíthető barlang szabadon megtekinthető. Kötéltechnikai eszközök alkalmazásával járható.

## Kutatástörténet
1998-ban cserkész sziklamászók tisztították meg. A barlang 1999. november 2-án írt nyilvántartólapja szerint a nyelő aljában, nagy mennyiségű, kb. 2 m³ szemét volt. Feltáró kutatása csak a hulladék eltávolítása után lehetséges. Kutatása biztató lenne, mert viszonylag friss felszakadás. 1999. november 2-án Nyerges Attila és Takácsné Bolner Katalin készítették el a Farkas-völgyi-víznyelőbarlang (Budai-hegység, 4732-es barlangkataszteri terület) alaprajz térképét, valamint hosszmetszet térképét. A térképlapon jelölve van az É-i irány. A barlang a felmérés alapján 6 m mély.